# Yazu
Yazu (jap. 八頭町 Yazu-chō) – miasto w Japonii, na wyspie Honsiu, w prefekturze Tottori. Według danych na rok 2020 miejscowość zamieszkiwało 15 937 mieszkańców , a gęstość zaludnienia wyniosła 77,1 os./km².